# Nellie Bly
Elizabeth Jane Cochran (Cochran's Mills, Pensilvania; 5 de mayo de 1864 - Nueva York; 27 de enero de 1922), conocida por su seudónimo Nellie Bly, era una periodista, escritora y empresaria estadounidense. Fue la primera reportera de periodismo de investigación y pionera del periodismo encubierto. En 1889 rebajó en 8 días el récord de 80 días en "dar la vuelta al mundo" narrada por Julio Verne en su novela La vuelta al mundo en 80 días.

## Biografía
Elizabeth Jane Cochran nació en Cochran's Mills, Pensilvania, a diez millas de Pittsburgh, lugar que ahora forma parte del Municipio de Burrell. Se le conocía como "Pinky" por usar mucho este color. Su madre, Mary Jane, era ama de casa y criaba a sus 10 hijastras e hijastros fruto del matrimonio anterior de su marido, Michael Cochran, y a sus 5 hijos. Su padre era un modesto trabajador de los molinos. En su adolescencia, Elizabeth cambia su apellido a Cochrane, ya que quería parecer más sofisticada. En 1879, se matriculó durante un semestre en la universidad, pero se vio obligada a abandonarla por falta de dinero.

## Trayectoria
Una columna en el periódico Pittsburgh Dispatch la impulsó a redactar su primera carta al editor bajo el pseudónimo de "Solitaria Huérfana". La calidad de la misiva hizo que este último invitara a Cochran (que estaba en busca de empleo) a unirse al diario como reportera después de haber publicado un anuncio en su periódico pidiendo que la escritora anónima se pusiera en contacto con él. El mismo editor fue el que le dio a "Pink" el seudónimo de Nellie Bly, en honor al personaje de la canción del mismo nombre de Stephen Foster.
Bly escribió algunos artículos de investigación antes de ser relegada a la sección para mujeres. Abandonó el Dispatch y viajó a Nueva York, donde solicitó empleo en el periódico sensacionalista New York World, de Joseph Pulitzer. Pulitzer la contrató, y se le asignó como primer trabajo la escritura de un artículo sobre un asilo psiquiátrico para mujeres en Blackwell's Island. Bly se internó en el asilo, exponiéndose a las horribles condiciones a las que se sometía a las pacientes. Tras la experiencia escribió el reportaje titulado Diez días en un manicomio, denunciando los abusos de la administración sobre los pacientes y obligó a las autoridades sanitarias a tomar medidas drásticas sobre el trato a los enfermos mentales, abriendo una investigación oficial y liberándose presupuesto para mejorar la asistencia a los enfermos mentales.
Este tipo de periodismo encubierto finalmente se convertiría en su estilo particular, además de su visión feminista del mundo, que le permitió aportar otra perspectiva a sus artículos y ser pionera al embarcarse en proyectos hasta entonces reservados a los hombres.

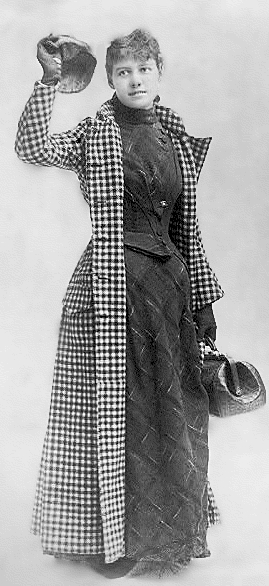
Nellie Bly, finales de la década de 1880.

En 1888 Nellie le sugirió al World que la mandara como reportera en un viaje alrededor del mundo, haciendo realidad el libro La vuelta al mundo en ochenta días, escrito por Julio Verne. Al principio los responsables del periódico dudaron: una mujer no podía viajar sola y, además, necesitaría demasiado equipaje. Entonces ella les dijo que se lo dieran a un hombre, que lo haría para otro periódico, y aquellas palabras los convencieron. Un año después inició dicha hazaña cuando el 14 de noviembre de 1889 la aventurera partió en su viaje de 24.889 millas (40 mil kilómetros) desde Nueva York. Se llevó el vestido que llevaba puesto, un abrigo resistente, varias mudas de ropa interior, una pequeña bolsa con sus artículos de tocador y la mayor parte de su dinero en una bolsa atada al cuello.
El periódico neoyorkino Cosmopolitan patrocinó a su propia reportera, Elizabeth Bisland, para vencer el tiempo de Phileas Fogg y de Bly. Bisland viajaría en sentido contrario, saliendo el mismo día. Bly, sin embargo, no se enteró del viaje de su rival hasta Hong Kong y entonces desestimó esa competencia. El telégrafo le permitió ir enviando breves informes de su progreso, aunque los despachos más largos tuvieron que viajar por correo regular, por lo que llegaban con semanas de retraso.

### Sobre su vuelta al mundo
Tardó seis días en llegar a Southampton, en donde tomó un tren para Londres, y de allí pasó al otro lado del Canal de la Mancha, a Calais, con el tiempo justo de tomar otro tren y dirigirse a París, con parada en Amiens, en donde conoció a Julio Verne, quien, escéptico, le dijo: "Señorita, si es usted capaz de hacerlo en 79 días, yo la felicitaré públicamente.".
Desde París se trasladó a Brindisi, al sur de Italia, y desde allí toma un vapor con el que cruzó el Mediterráneo, con parada en Port Said, antes de atravesar el Canal de Suez; cruzó luego el Mar Rojo, el Mar de Arabia, e hizo escala en el puerto de Adén en Yemen.
Cruzó luego el océano e hizo escala en Colombo, la capital de la Isla de Ceilán. Desde allí se dirigió a Malasia, luego a Singapur y a Hong Kong y después a Yokohama, el único lugar no británico.
Desde allí zarpó para San Francisco, en la costa oeste de los Estados Unidos, que cruzó en tren, presentándose en Nueva York a los 72 días, seis horas 11 minutos y algunos segundos, el 25 de enero de 1890. El mal tiempo en el océano la había hecho llegar con retraso a San Francisco, pero Pulitzer alquiló un tren privado para ella hasta Nueva Jersey. El experimento había sido todo un éxito y la prensa mundial se hizo amplio eco de su hazaña.
Cuando Bly llegó a Nueva York, Bisland todavía navegaba por el Atlántico, llegando cuatro días más tarde. También había perdido una conexión y tuvo que abordar un viejo y lento navío, el Bothnia, en lugar de uno nuevo y rápido, el Etruria. Bly estableció un nuevo récord mundial al dar la vuelta al mundo en tan poco tiempo. Unos meses después, George Francis Train rompió esta nueva marca al completar dicho viaje en 62 días.
En su viaje alrededor del mundo visitó Inglaterra, Japón, China, Hong Kong, el hogar de Julio Verne, Brindisi, Colombo y San Francisco. Había circunnavegado el globo casi todo el tiempo sola, sin compañía ni protección de un hombre, lo que llegó a inspirar a las mujeres occidentales.

### Corresponsal de guerra
Nellie Bly contrajo matrimonio con el millonario Robert Seaman en 1895, y al mismo tiempo se retiró del periodismo por algún tiempo. Cuando Seaman murió en 1904, Bly tomó las riendas de las empresas de su marido y realizó reformas sanitarias en ellas, modificó horarios y ofreció salarios más justos, lo que le acarreó una popularidad añadida. Finalmente se arruinó y tuvo que volver a dedicarse al periodismo. Entonces empezó a escribir en el Evening Journal de Nueva York.
Trabajó como periodista una vez más y reportó los eventos de la convención de 1913 a favor del sufragio femenino. También viajó a Europa durante la Primera Guerra Mundial y ejerció como reportera desde el Frente Oriental, convirtiéndose en una de las primeras mujeres corresponsales de guerra.
Elizabeth "Pink" Cochrane murió a los 57 años de neumonía. Está enterrada en el mismo cementerio que otra famosa periodista que fallecería en 1929: Elizabeth Bisland, quien compitiera con Bly en la vuelta al mundo.

## Reconocimientos
En Brooklyn (Nueva York) existe un pequeño parque de atracciones que lleva el nombre de Elizabeth y tiene como tema La vuelta al mundo en ochenta días.
En 1998 fue reconocida en el National Women's Hall of Fame.